# Coup de foudre en Toscane
Pour plus de détails, voir Fiche technique et Distribution.
Coup de foudre en Toscane ou Des Ombres au Soleil au Québec (Shadows in the Sun) est un film franco-italo-britannique réalisé par Brad Mirman, sorti en 2005.

## Synopsis
Vingt ans après la publication de son livre Des ombres au soleil, Weldon Parish s'est retiré dans un petit village en Toscane. Discret, il vit paisiblement avec ses trois merveilleuses filles et fait tout pour se faire oublier des journalistes et éditeurs. Jeremy Taylor, aspirant écrivain ambitieux et récemment engagé dans une maison d'édition, est bien déterminé à signer un contrat avec le célèbre romancier. Ce dernier se montre particulièrement réticent à l'idée d'écrire de nouveau. Jeremy tente de le convaincre tout en travaillant sur son propre roman. Il tombe amoureux d’Isabella, l'une des filles Parish.

## Fiche technique
- Titre original : Shadows in the Sun
- Titre québécois : Des Ombres au Soleil
- Titre français : Coup de foudre en Toscane
- Réalisation : Brad Mirman
- Scénario : Brad Mirman
- Production : Charles Bloye, Clare Bourke-Jones, Jamie Brown, Gary Howsam, Caroline Locardi, Brad Mirman, Massimo Pacilio, Christopher Petzel, Umberto Sambuco et Lewin Webb
- Musique : Mark Thomas
- Photographie : Maurizio Calvesi
- Montage : Eddie Hamilton
- Pays d'origine :  Royaume-Uni |  Italie |  France
- Format : couleur - 2,35:1 - Dolby Digital
- Genre : comédie dramatique
- Durée : 100 minutes
- Dates de sortie : 
  -  France : 12 mai 2005 (Festival de Cannes)
  -  États-Unis : 13 novembre 2005 sur ABC Family
  -  Suède : 24 mars 2006
  -  Italie : 9 juin 2006

## Distribution
- Harvey Keitel (VQ : Hubert Gagnon) : Weldon Parish
- Joshua Jackson (VQ : Patrice Dubois) : Jeremy Taylor
- Claire Forlani (VQ : Éveline Gélinas) : Isabella Parish
- Armando Pucci (VQ : Manuel Tadros) : Gustavo
- Giancarlo Giannini (VQ : Jean-Marie Moncelet) : Father Moretti
- John Rhys-Davies : Mr. Benton
- Stomy Bugsy : Emanuele
- Valeria Cavalli : Amalia
- Albert Dray : Alberto Carina

Source et légende : Version québécoise (VQ) sur Doublage Québec.